# André Reyes
André Reyes, né le 10 décembre 1967 à Arles, est un chanteur et guitariste français, membre du groupe musical français Gipsy Kings. Il est le fils de José Reyes, cousin de Manitas de Plata et d'Hyppolyte Baliardo.

## Biographie
André Reyes chante dans des styles différents qui comprennent principalement des éléments traditionnels et populaires de flamenco et la musique de danse latino-américaine rumba. Avec sa voix rauque, il est un des chanteurs de flamenco les plus connus au monde[réf. nécessaire]. Avec les Gipsy Kings, André Reyes a chanté des chansons telles que Bamboleo, Volare, Hotel California et beaucoup d'autres en tête du palmarès. De plus, il joue (rythme) de la guitare et palmas (battements de mains).
André Reyes est le dernier des cinq fils du chanteur José Reyes, ses frères aînés sont Nicolas, Pablo et Canut Reyes et le plus jeune est Patchaï (tous sont des membres actifs du groupe). André continue de chanter pour son propre groupe Gipsy Kings by André Reyes,.
André Reyes parle catalan et français. Il habite Arles, dans le sud de la France à proximité des autres membres des Gipsy Kings et de leurs proches qui vivent entre Arles et Montpellier.